# Баргиль, Вольдемар
Вольдемар Баргиль (нем. Woldemar Bargiel; 3 октября 1828, Берлин — 23 февраля 1897, Берлин) — немецкий композитор и музыкальный педагог. Профессор.

## Биография
Родился в семье вокального и фортепианного педагога Адольфа Баргиля (1783—1841) и пианистки и певицы Марианны Тромлиц (1797—1872), внучки знаменитого флейтиста Иоганна Георга Тромлица. Перед этим Марианна Тромлиц была первым браком замужем за Фридрихом Виком, так что сводной сестрой Баргиля была Клара Шуман; дружба с ней и с её мужем Робертом Шуманом сыграла определённую роль в его карьере.
Первоначальное образование получил под руководством отца, затем учился у Зигфрида Дена. Мальчиком пел в берлинском соборном хоре, которым руководил Феликс Мендельсон. В 1846—1849 годах занимался в Лейпцигской консерватории, где его наставниками были Мориц Гауптман, Фердинанд Давид, Игнац Мошелес, Юлиус Риц и Нильс Гаде.
С 1850 г. частным образом преподавал в Берлине, затем некоторое время в Кёльнской консерватории, с 1865 г. руководил музыкальной школой в Роттердаме, где в 1870 г. женился на своей ученице Жанне Эрмине Турс (1845—1911), дочери органиста Бартоломеуса Турса. В 1874 г. по приглашению Йозефа Иоахима вернулся в Берлин преподавать композицию в Берлинской высшей школе музыки, с 1876 г. профессор. Считался одним из самых уважаемых музыкальных педагогов своего времени. Среди его учеников, Лео Блех, Леопольд Годовский, Чарлз Мартин Лефлер, Петер Раабе, Эрнст Фридрих Карл Рудорф, Павел Фёдорович Юон и другие.
Собственные композиции Баргиля лежали в русле традиций Шумана и Мендельсона, отмечалось в них и прямое влияние Людвига ван Бетховена. Наиболее важной частью его наследия считаются камерные ансамбли (струнные квартеты, фортепианное трио, октет).

## Избранные сочинения
Оркестровые произведения
- сюита C-Dur op. 7
- Увертюра к «Прометею», op. 16
- Увертюра к zu einem Trauerspie op. 18
- Концертная увертюра «Медея» op. 22
- Симфония до мажор, op. 30
- Адажио для виолончели и оркестра, op. 38

Камерная музыка
- Фортепианное трио №. 1 фа-мажор, op. 6
- Соната для скрипки фа минор, op. 10
- Струнный октет до минор, op. 15
- Струнный квартет № 1. Ля минор, соч. 15b
- Сюита для скрипки и фортепиано ре мажор, op. 17

Хоровые произведения
- Псалом 13 для хора и оркестра, op. 25
- Псалом 23 для хора и оркестра, op. 26
- Псалом 96 для хора, op. 33
- 3 Весенние песни для хора, op. 35
- 3 Весенние песни для хора и фортепиано, op. 39
- Псалом 61 для баритона, хора и оркестра, op. 43